# Religions du Proche-Orient ancien

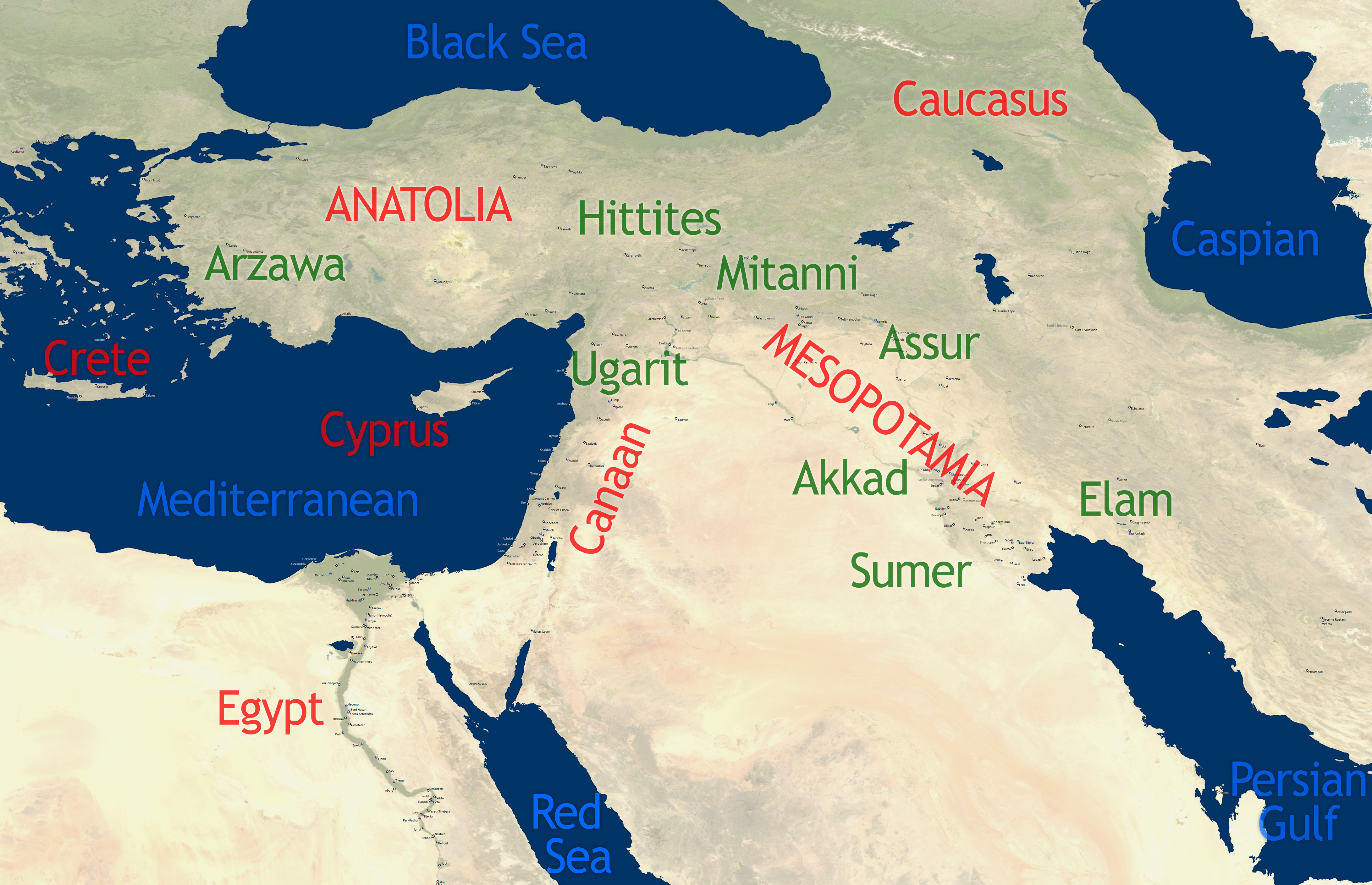
Ancien Orient.

Les religions du Proche-Orient ancien sont les pratiques religieuses s'étant développées dans la région du Néolithique à l'Antiquité. Elles sont essentiellement polythéistes, avec quelques exemples de monolâtrisme (Marduk, Assur) et monisme (culte d'Aton) primitifs. Selon certains spécialistes, les similarités entre ces religions indiqueraient qu'elles pourraient être reliées.

## Généralités
L'histoire du Proche-Orient ancien s'étend sur deux millénaires, de l'âge du bronze à l'âge du fer, dans la région actuellement connue comme Moyen-Orient, centrée autour du Croissant fertile. Elle concerne un ensemble de cultures et de civilisations hétérogènes, qui ont eu toutefois des contacts réguliers entre elles.
Le Proche-Orient ancien inclut les sous-régions suivantes :
- Mésopotamie (Sumer, Assyrie, Babylone, Akkad)
- Iran antique (Élam et Perse)
- Égypte antique
- Levant (Canaan, Ougarit, Ebla, Mitanni, Phénicie)
- Anatolie (Hittites, Assuwa, Arzawa, Phrygie, Lydie)
- Caucase et haut-plateau arménien (Urartu)
- Chypre
- Israël antique